# ユルゲン・シュタルク
ユルゲン・シュタルク（ドイツ語: Jürgen Stark、1948年5月31日 - 、ドイツ・ガウ＝オーダーンハイム出身）は、ドイツの経済学者。ドイツ連邦銀行（ブンデスバンク）副総裁、欧州中央銀行（ECB）役員を歴任した。
ラインラント＝プファルツ州で育つ。ホーエンハイム大学とエバーハルト・カール大学テュービンゲンで経済を学び、1975年に博士号を取得した。1978年から1998年まではドイツ連邦政府で経済政策担当職員として勤務し、1998年9月から2006年5月まではブンデスバンク副総裁を2期務めた。
2006年6月にECB役員に就任。2011年末に辞任するまで経済・貨幣分析を担当した。辞任は任期を2年5ヶ月（2014年5月まで）残してのものであり、ECBでは同年9月の発表時に辞任理由を"個人的な理由"であるとしているが、ロイターは、欧州ソブリン危機下でのECB内での国債買い入れに関する意見対立が辞任の背景にあると報じている。